# 芦屋救難隊
芦屋救難隊（あしやきゅうなんたい、英称:Ashiya Air Rescue Squadron）は、航空自衛隊航空総隊航空救難団隷下の航空救難部隊。福岡県芦屋基地に所在し、捜索救難機にU-125A、救難ヘリコプターにUH-60Jを運用する。

## 概要
1961年（昭和36年）7月15日に航空自衛隊6番目の救難分遣隊として芦屋基地で編成され、1964年（昭和39年）12月1日に芦屋救難隊へ改編された。
芦屋救難隊の活動範囲は、九州地方北部と中国地方西部で、芦屋基地の他、築城基地、防府北基地、海上自衛隊小月航空基地の航空救難任務を担っている。
部隊マークは、小倉城に伝わる「迎え虎」と「送り虎」をモチーフとしたものになっており、2012年（平成24年）3月3日に行われた部隊創立50周年記念式典で披露された。旧部隊マークは、小倉祇園太鼓をモチーフとしたものになっている。

## 沿革
- 1961年（昭和36年）7月15日 - 芦屋基地において航空救難群隷下で芦屋救難分遣隊編成[3]。
- 1964年（昭和39年）12月1日 - 芦屋救難分遣隊から芦屋救難隊に改編[3]。
- 1968年（昭和43年） - S-62Jへ機種更新[4][1]。
- 1971年（昭和46年） - KV-107II-5へ機種更新[1]。
  - 3月1日 - 航空救難群が航空救難団に改編[3]。
- 1989年（平成元年）3月16日 - 航空救難団が航空支援集団隷下に隷属替え[3]。
- 2001年（平成13年）6月 - UH-60J運用開始[4]。
- 2002年（平成14年）5月 - U-125A運用開始[4]。
- 2012年（平成24年）3月3日 - 部隊創立50周年記念式典を実施[1]。
- 2013年（平成25年）3月26日 - 航空救難団が航空総隊隷下に隷属替え[3]。

## 部隊編成
- 芦屋救難隊
  - 総括班
  - 飛行班
  - 整備小隊

## 歴代運用機
- 捜索救難機
  - T-34A（1961年～1971年）
  - MU-2S（1969年～2002年）
  - U-125A（2002年～）
- 救難ヘリコプター
  - H-21B（1961年～1968年）
  - H-19B（1961年～1971年）
  - S-62J（1968年～1971年）
  - KV-107II-5（1971年～2003年）
  - UH-60J（2001年～）